# Type 517 (РЛС)

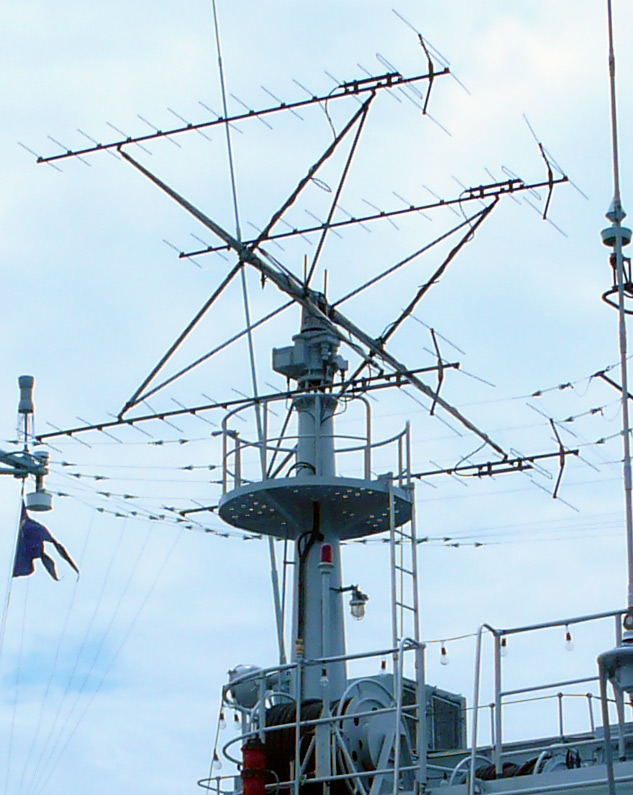
Вид сбоку на радар Type 517, установленный на фрегате Type 053H3, сделанный во время IMDEX 2007.

Type 517 — РЛС обзора воздушного пространства диапазона А/УКВ, которой оснащались надводные корабли ВМС Китая. 
Представляет собой две пары антенн типа волновой канал, которые поддерживаются скрещенными расчалками одна над другой на вращающейся трубчатой опоре.
Считается, что, подобно российской РЛС П-8 «Дельфин» / KNIFE REST, которую Китай производит и развёртывает для комплекса системы «земля-воздух» HQ-2, тип 517 имеет аналогичные возможности и характеристики. Система производится компанией Beijing Leiyin Electronic Technology Development Company (北京雷音电子技术开发有限公司).

## Характеристики
Техническая спецификация
- Системный диапазон: метровый
- Ширина луча: 5° (Г), 30° (В)
- Охват сканирования: 360°×30°
- Диапазон: 350 км против цели ЭПР площадью 4 м2; 100 км против цели с ЭПР 0,1 м2 RCS Stealth самолета
- Точность: погрешность по дальности ≤200 м, погрешность по углу ≤1°
- Мощность обработки
  - Множественное отслеживание: ≥ 20 шт.
- Антенна
  - Антенна: Массив типа волновой канал
  - Скорость вращения: 6 об/мин
- Передатчик/приёмник
  - Частота: 180–210 МГц (метровый диапазон)
  - НФ: <6 дБ
- Источник питания
  - Переменный ток: 220 В переменного тока (150~250 В переменного тока)
  - Потребляемая мощность: 25 кВт
- Функции
  - Система некогерентного сжатия импульсов (NCPC)
  - Автоматическое обнаружение движущейся цели
  - Воздушное наблюдение на большом расстоянии
- Другие зарегистрированные имена:
  - Паук (экспорт)
  - СУР17Б

## Внешние ссылки
- High Accuracy Air / Land Surveillance Radar System Of Long Range Detection
- Beijing Leiyin Electronic Technology Development Co.
- SUR17B meter wave air warning radar